# جولیوس بلوم
جولیوس بلوم (انگلیسی: Julius Blum) شرکت فلزکاری اتریشی است، که در سال ۱۹۵۲ توسط جولیوس بلوم تأسیس شد و هم‌اکنون در زمینه طراحی و ساخت اثاث فعالیت می‌کند.